# İlayda Alişan
İlayda Alişan (Estambul, 26 de febrero de 1996) es una actriz y modelo turca.

## Biografía
İlayda Alişan nació el 26 de febrero de 1996 en Estambul (Turquía), de padre originario de Trabzon, Remzi Alişan, y madre originaria de Erzincan y tiene una hermana llamada Özge.

## Carrera
İlayda Alişan después de completar su educación secundaria Behçet Kemal Caglar, decidió estudiar diseño de moda en la Universidad Bilgi en Estambul. Como punto de inflexión en su vida, ingresó al negocio de la actuación desde una edad temprana, y el amigo de su padre la registró sin previo aviso en su agencia. Comenzó su carrera prestando su rostro a diversas campañas publicitarias de marcas como Nestlé, Coca-Cola, Ülker, Akbank y Eti.
En 2011 y 2012 hizo su primera aparición como actriz con el papel de Merve en la serie Bir Çocuk Sevdim, que se emitió primero en Kanal D y luego en Star TV. En 2013 y 2014, interpretó el papel de Harika en la serie emitida en TRT 1 Gönül Hırsızı. En 2014 se unió al elenco de la serie emitida en Kanal D Benim Adım Gültepe, interpretando el papel de Nurten. Al año siguiente, en 2015, interpretó el papel de Sinem en la serie emitida en Star TV Serçe Sarayı. En 2016, interpretó el papel de Eylül Eren en la serie emitida en Fox Bana Sevmeyi Anlat.
De 2016 a 2019 y en 2021 formó parte del elenco de la serie emitida en Show TV Çukur, en el papel de Akşın Koçovalı. En 2017 interpretó el papel de Cemre en la serie emitida en Show TV Rüya. En el mismo año actuó en la película Niyazi Bey dirigida por Aydin Bulut. En 2018 participó en el video musical Gamzendeki Çukur de Kubilay Aka y Hayko Cepkin. En 2019 y 2020 interpretó el papel de Neslihan Günaltay en la serie emitida en TRT 1 Şampiyon. En los mismos años formó parte del elenco de la serie web de Netflix The Protector (Hakan: Muhafız), en el papel de Aylin Erman.
En 2021 interpretó el papel de Ela Yüksel en la serie emitida en Fox Masumiyet y el de Süveyda en la serie emitida en TV8 Kırmızı Oda. En el mismo año interpretó el papel de Özlem Narin en la serie web de GAİN Therapist y participó en el programa de televisión emitido en TV8 O Ses Türkiye Yılbaşı Özel. En 2022, fue elegida para interpretar el papel principal de Asya Çelikbaş en la serie emitida en Kanal D Seversin, junto al actor Burak Yörük. Ese mismo año prestó su voz al personaje de Fade en el videojuego Valorant.
En 2023, fue elegida para interpretar el papel principal de Gülayşe Ateş en la serie emitida en ATV Ateş Kuşları, junto a los actores Hande Soral, Gorkem Sevindik y Burak Tozkoparan. En el mismo año interpretó el papel de Seval Fatoş en la película de Netflix Iyi Adamin 10 Günü y la secuela Kötü Adamın 10 Günü, ambas dirigidas por Uluç Bayraktar. En el mismo año protagonizó la serie web de Turkcell TV+ Ölüm Kime Yakışır.

## Vida personal
İlayda Alişan hasta 2021 estuvo vinculada sentimentalmente con el actor Serkay Tütüncü, a quien conoció en el set de la serie Masumiyet.

## Filmografía

### Cine
| Año  | Título              | Personaje   | Director       |
| ---- | ------------------- | ----------- | -------------- |
| 2017 | Niyazi Bey          |             | Aydin Bulut    |
| 2023 | Iyi Adamin 10 Günü  | Seval Fatoş | Uluç Bayraktar |
| 2023 | Kötü Adamın 10 Günü | Seval Fatoş | Uluç Bayraktar |

### Televisión
| Año             | Título             | Personaje         | Cadeña  | Cadeña  | Notas        |
| --------------- | ------------------ | ----------------- | ------- | ------- | ------------ |
| 2011-2012       | Bir Çocuk Sevdim   | Merve             | Kanal D | Star TV | 39 episodios |
| 2013-2014       | Gönül Hırsızı      | Harika            | TRT 1   | TRT 1   | 19 episodios |
| 2014            | Benim Adım Gültepe | Nurten            | Kanal D | Kanal D | 8 episodios  |
| 2015            | Serçe Sarayı       | Sinem             | Star TV | Star TV | 13 episodios |
| 2016            | Bana Sevmeyi Anlat | Eylül Eren        | Fox     | Fox     | 22 episodios |
| 2016-2019, 2021 | Çukur              | Akşın Koçovalı    | Show TV | Show TV | 68 episodios |
| 2017            | Rüya               | Cemre             | Show TV | Show TV | 10 episodios |
| 2019-2020       | Şampiyon           | Neslihan Günaltay | TRT 1   | TRT 1   | 34 episodios |
| 2021            | Masumiyet          | Ela Yüksel        | Fox     | Fox     | 13 episodios |
| 2021            | Kırmızı Oda        | Süveyda           | TV8     | TV8     | 7 episodios  |
| 2022            | Seversin           | Asya Çelikbaş     | Kanal D | Kanal D | 20 episodios |
| 2023            | Ateş Kuşları       | Gülayşe Ateş      | ATV     | ATV     | ¿? episodios |

### Web TV
| Año       | Título                         | Personaje    | Plataforma   | Notas       |
| --------- | ------------------------------ | ------------ | ------------ | ----------- |
| 2011-2012 | The Protector (Hakan: Muhafız) | Aylin Erman  | Netflix      | 8 episodios |
| 2021      | Terapist                       |              | GAİN         | 7 episodios |
| 2023      | Ölüm Kime Yakışır              | Turkcell TV+ | ¿? episodios |             |

### Juegos de vídeo
| Año  | Título   | Personaje |
| ---- | -------- | --------- |
| 2022 | Valorant | Fade      |

### Video musical
| Año  | Título           | Artista                         |
| ---- | ---------------- | ------------------------------- |
| 2018 | Gamzendeki Çukur | Kubilay Aka, feat. Hayko Cepkin |

## Programas de televisión
| Año  | Título                     | Cadeña |
| ---- | -------------------------- | ------ |
| 2021 | O Ses Türkiye Yılbaşı Özel | TV8    |

## Comerciales
| Título    | Notas  |
| --------- | ------ |
| Nestlé    | [ 49 ] |
| Coca-Cola | [ 49 ] |
| Ülker     | [ 49 ] |
| Akbank    | [ 49 ] |
| Eti       | [ 49 ] |

## Premios y reconocimientos
Ayakli Gazete TV Stars Awards
| Año  | Categoría               | Trabajo   | Resultado | Notas |
| ---- | ----------------------- | --------- | --------- | ----- |
| 2021 | Mejor actriz de reparto | Masumiyet | Nominada  | [ 5 ] |

Pantene Golden Butterfly Awards
| Año  | Categoría                                      | Trabajo             | Resultado | Notas           |
| ---- | ---------------------------------------------- | ------------------- | --------- | --------------- |
| 2019 | Estrella en ascenso                            | Estrella en ascenso | Ganadora  | [ 50 ]          |
| 2022 | Mejor pareja de televisión                     | Seversin            | Nominada  | Con Burak Yörük |
| 2022 | Mejor actriz en una serie de comedia romántica | Seversin            | Ganadora  | [ 50 ]          |

Turkey Youth Awards
| Año  | Categoría                             | Trabajo | Resultado | Notas |
| ---- | ------------------------------------- | ------- | --------- | ----- |
| 2019 | Mejor actriz de reparto de televisión | Çukur   | Nominada  | [ 9 ] |